# Caila
Caila, também conhecida como Bondo Caila, é uma vila e comuna angolana que se localiza na província de Cubango, pertencente ao município de Savate.
Anteriormente uma comuna do município do Cuangar, em 5 de setembro de 2024 foi transferido para a jurisdição do novo município de Savate.